# Вишнёвая бомба
«Вишнёвая бомба» (англ. Cherrybomb) — британский художественный фильм в жанре драмы. Главные роли исполнили Руперт Гринт, Роберт Шиэн и Кимберли Никсон.
Съёмки фильма начались 7 июля 2008 года в Белфасте и продолжались четыре недели.
Мировая премьера фильма прошла 8 февраля 2009 года в Берлине, в кинотеатре Babylon, в рамках 59-го Берлинского международного кинофестиваля.

## Сюжет
Подросток Малакей подрабатывает в спортивном комплексе «Титаник», который принадлежит Дэйву Крилли. Его лучший друг, Люк, живёт с отцом наркоманом и сам промышляет таблетками. Вскоре в город, где живут два друга, приезжает дочь Дэйва Мишель. Юноши очарованы девушкой. В парнях просыпается дух соревнования — кто первый завоюет её? Их поступки становятся всё более и более рискованными. Однако подростки понимают свои истинные чувства, лишь устроив погромную вечеринку в «Титанике», куда поутру приходит разгневанный хозяин…

## В ролях
| Актёр           | Роль        |
| --------------- | ----------- |
| Руперт Гринт    | Малакей     |
| Роберт Шиэн     | Люк         |
| Кимберли Никсон | Мишель      |
| Джеймс Несбитт  | Дэйв Крилли |
| Кэти Кира Кларк | Эмма        |
| Конор Макнилл   | Фанта       |
| Лалор Родди     | Смайли      |
| Пол Кеннеди     | Крис        |
| Пол Гарретт     | Боб         |
| Нив Куинн       | Донна       |
| Кэт Кирк        | Шэрон       |
| Грир Эллисон    | Бун         |

## Прокат
После премьеры на 59-м Берлинском международном кинофестивале, состоявшейся 8 февраля 2009 года, фильм встретил трудности с поиском дистрибьютера, которые разрешились после того, как поклонники Руперта Гринта, известного по серии фильмов о Гарри Поттере, организовали петицию в Интернете, и в 2010 году фильм вышел в прокат в Великобритании.

## Награды и номинации
В 2009 году фильм номинировался на премию Irish Film and Television Awards в категории «Лучшая музыка к фильму» (Дэвид Холмс).